# Splot liny

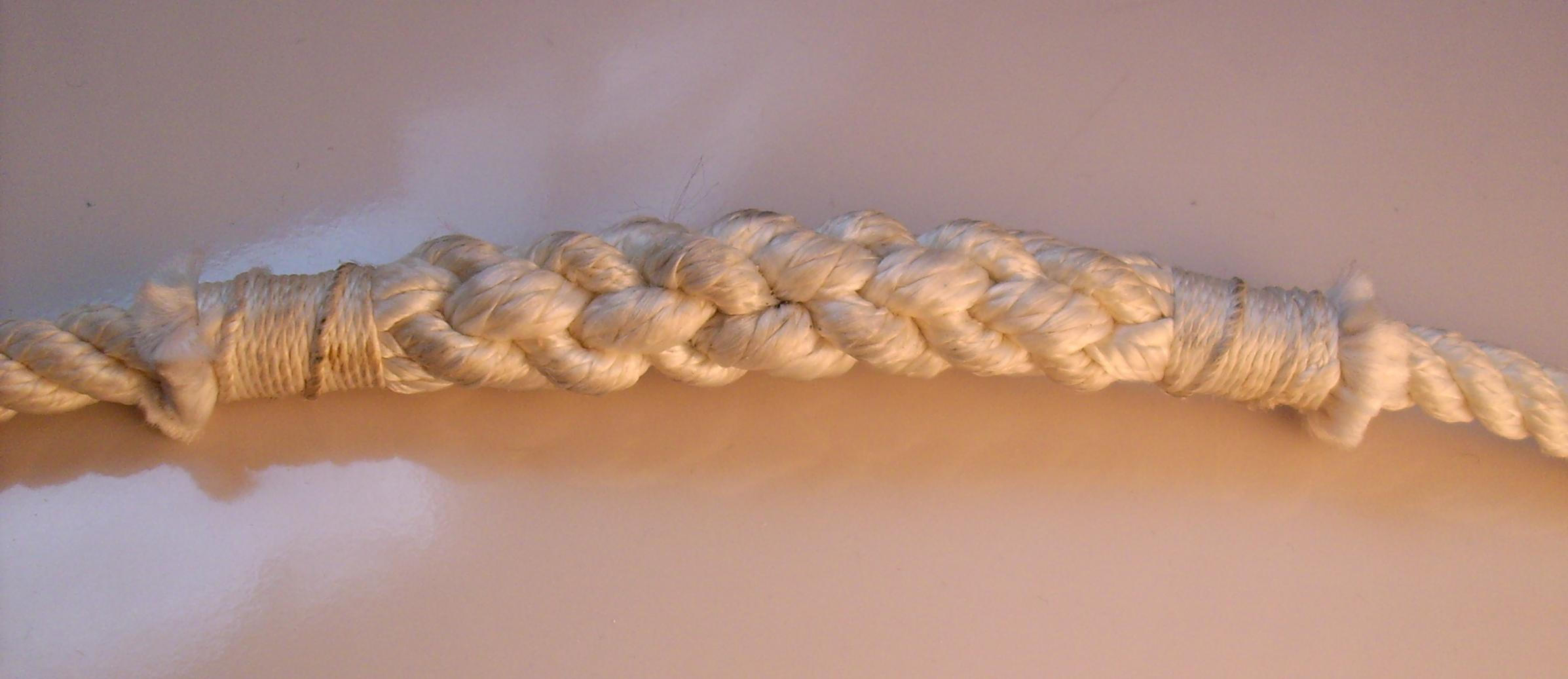
Splot krótki zakończony opaskami.

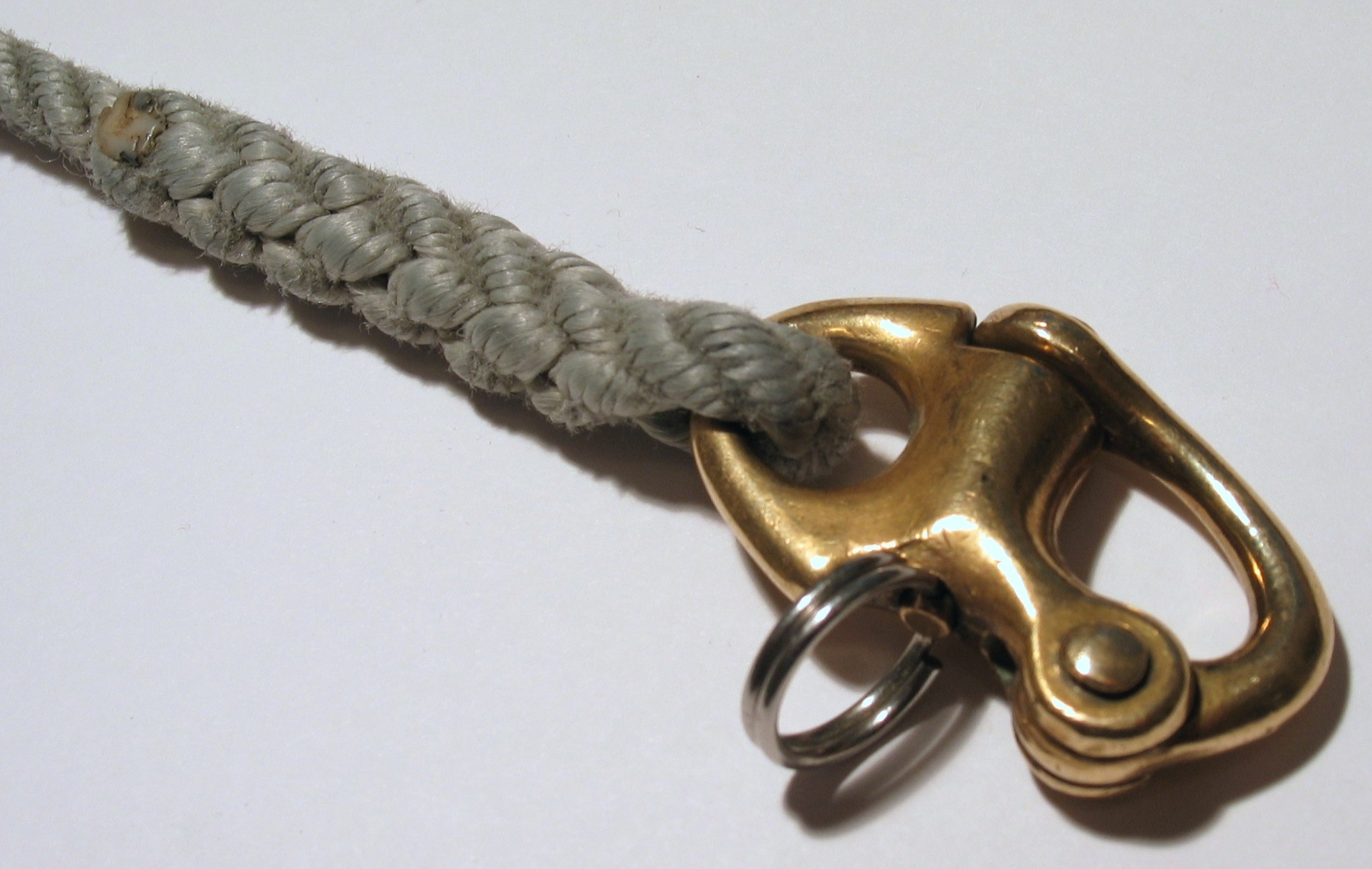
Ucho plecione wykonane na szekli.

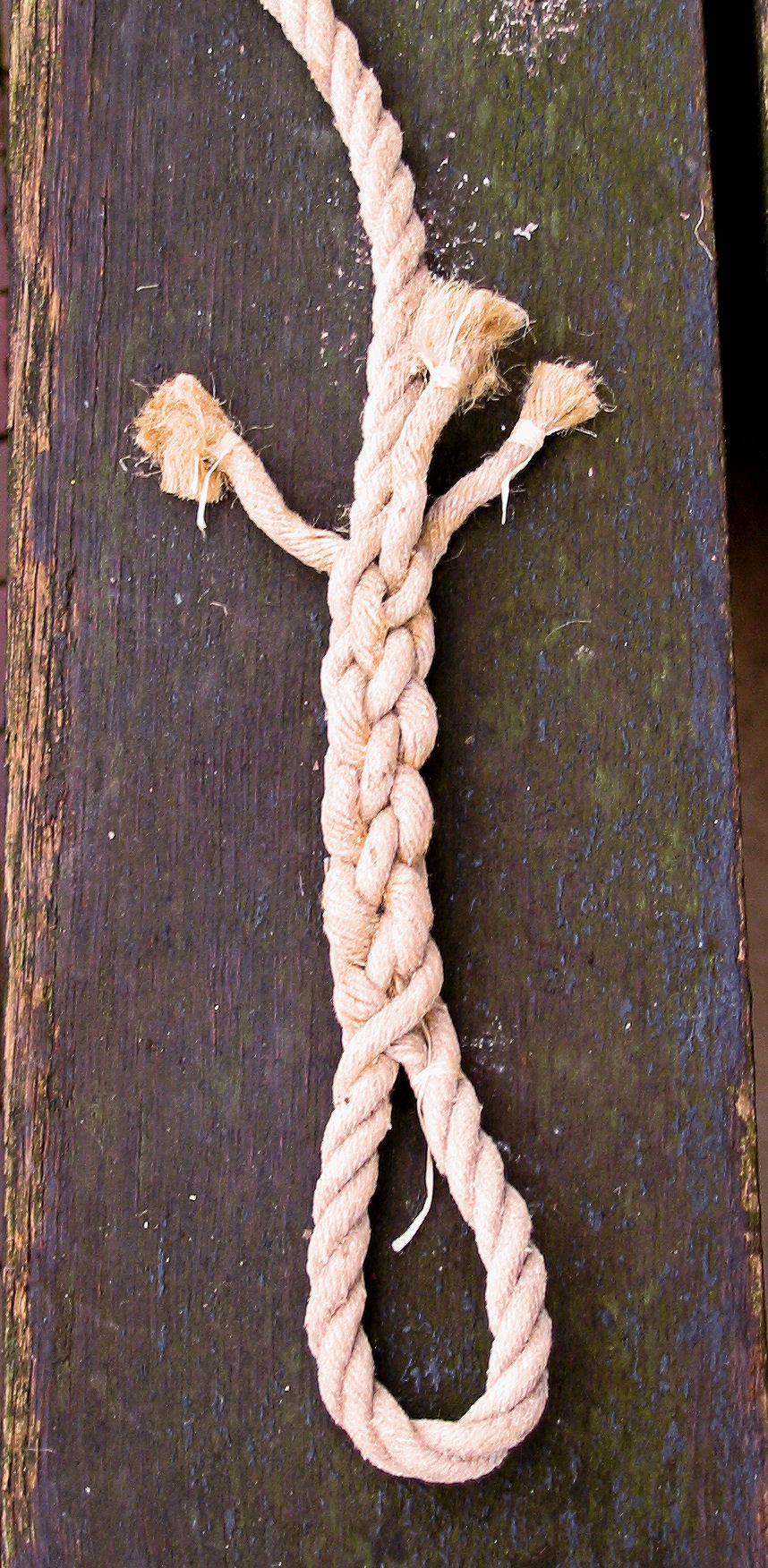
Ucho cumownicze wykonane na końcu liny.

Splot liny, szplajs – połączenie dwóch lin kręconych lub zaplecenie pokrętek na końcu liny. Istnieje wiele rodzajów splotów o różnych zastosowaniach. Sploty można wykonywać zarówno na linach miękkich jak i stalowych. Sploty na linach stalowych nazywane są szplajsami.

## Faza wstępna wiązania splotów
W przypadku splotów wiązanych na końcu liny, przed zaplataniem wiąże się tzw. kurzą stopkę lub gęsią nóżkę. Końce splotek zabezpiecza się poprzez opaskę lub stopienie końca, tak aby zapobiec dalszemu rozplataniu. Następnie można przejść do fazy przeplatania. W przypadku lin sztywnych lub stalowych do rozkręcania splotek można posłużyć się marszpiklem.

## Splot powrotny
Jednym ze splotów służącym do zakańczania liny jest splot powrotny. Wykonuje się go poprzez zawiązanie kurzej stopki na rozplecionej linie, a następnie przepleceniu splotek w kierunku powrotnym. Następnie obcina się końcówki splotek i czasami zabezpiecza splot opaską z juzingu, która zapobiec ma jego rozwiązaniu.

## Splot krótki
Jedną z metod łączenia dwóch lin jest zaplecenie splotu krótkiego. Polega on na rozpleceniu dwóch końców lin, które mają być połączone, a następnie przeplecenie splotek jednej liny pomiędzy splotkami drugiej. Splot zabezpiecza się opaskami z juzingu. Takie połączenie zapewnia trwałe i estetyczne połączenie dwóch lin. Jego wadą jest to pogrubienie miejsca splotu.

## Splot długi
Inną z metod łączenia dwóch lin jest zaplecenie splotu długiego. Splot długi nie pogrubia liny, co umożliwia przeciąganie go przez bloki. Jego wadą jest znaczne osłabienie liny.

## Ucho plecione
Bardzo często stosowanym splotem jest ucho plecione, które stosuje się np. w celu wykonania pętli na końcu cumy. Tak wykonane ucho jest bardzo trwałe i wytrzymałe. To samo można osiągnąć poprzez wiązanie węzła ratowniczego na końcu cumy, jednakże wykonanie splotu zapewnia większą wytrzymałość.
W dzisiejszych czasach wykonywanie splotów i zaplatanie lin powoli zaczyna być sztuką zapomnianą. Coraz częściej ich nauka jest pomijana na szkoleniach i kursach żeglarskich ze względu na ograniczenia czasowe. Jednakże dobrze wykonany splot jest dowodem kunsztu żeglarskiego i świadczy o dobrym wyszkoleniu żeglarza.
Poza praktycznym zastosowaniem splotów w technice żeglarskiej, istnieje wiele sposobów zaplatania lin do celów ozdobnych.

## Grumot
Coraz rzadziej spotykanym splotem jest okrągły grumot, wypierany obecnie przez remizki z metalu lub tworzyw sztucznych.